# Obóz szkoleniowy Abwehry w Zittenhorst
Obóz szkoleniowy Abwehry w Zittenhorst (niem. Abwehr Ausbildunglager in Zittenhorst) – obóz wywiadowczy Abwehry podczas II wojny światowej
Obóz został utworzony na pocz. 1942 r. w Zittenhorst pod Berlinem z inicjatywy Ministerstwa Propagandy Josepha Goebbelsa. Następnie przeszedł pod zwierzchność Ministerstwa Rzeszy do spraw Okupowanych Terytoriów Wschodnich Alfreda Rosenberga. Mieścił się w barakach b. obozu służby pracy. Oficjalną nazwą obozu było Baukommando-804. Funkcję komendanta pełnił współpracownik Ministerstwa A. Rosenberga Frentzel. Kadrę obozu – oprócz Niemców – stanowili też Biali Rosjanie z Narodowego Związku Pracujących (NTS). W obozie prowadzono szkolenia propagandowe jeńców wojennych z Armii Czerwonej. Pierwszy kurs był podzielony na 3 grupy. W pierwszej, liczącej 6 osób, byli jeńcy mający wyższe wykształcenie (m.in. Fiodor I. Truchin, A. N. Zajcew-Artiomow, N. G. Sztifanow). Zajęcia prowadził Dmitrij W. Brunst. Większość z nich zostało później wykładowcami w szkole propagandystów ROA w Dabendorfie pod Berlinem. W skład drugiej grupy 30-40 osób wchodziła młodzież ze średnim wykształceniem. Wykładowcą był Roman N. Redlich. Trzecia grupa liczyła ok. 80 osób. Byli to jeńcy z podstawowym wykształceniem, którzy nie rokowali większych możliwości w wykorzystaniu ich do działalności propagandowej. Funkcję wykładowcy pełnił Jurij A. Tregubow. Po ukończeniu szkoleń większość kursantów była kierowana do prowadzenia propagandy antysowieckiej na okupowanych terenach ZSRR. Część kursantów przesyłano na dalsze szkolenie do innych obozów. Pod koniec 1944 r. na obszarze obozu zostały rozmieszczone kursy oficerskie ROA.